# Kanelsyra
Kanelsyra, fenylakrylsyra eller 3-fenyl-2-propensyra är en aromatisk karboxylsyra med formeln C6H5CH=CHCOOH, som är ganska vanligt förekommande inom växtriket.
Kanelsyran bildar färglösa kristaller med en smältpunkt vid 133°C. Den är svårlöslig i kallt vatten, men löslig i alkohol och varmt vatten.

## Framställning
Kanelsyra kan framställas genom att bensaldehyd får reagera med malonsyra i en Knoevenagel-reaktion.
Den kan även framställas av styrax, Balsamum styrax liquides, som erhålls från en i Sydasien förekommande växt, Liquidambar orientalis. Styrax är en seg gråaktig massa, som innehåller hartser, kanelsyra, bensoesyra, samt flera kanelsyreestrar.

## Användning
Kanelsyra används främst för att framställa estrar som används i parfym. Den har även kommit till användning som antiseptiskt medel och vid konservering.